# Иван Тенчев (журналист)
 Тази статия е за българския журналист Иван Тенчев.  За българския аптекар и революционер, деец на ВМОРО вижте Иван Тенчев.  
Иван Тенчев е български журналист. Той е дългогодишен председател на асоциацията на автомобилните журналисти в страната, а преди това е над 10 години и председател на журито за избор на „Aвтомобил на годината“. Над 20 години коментира състезанията от Формула 1 и е автор на стотици статии и материали, свързани с автомобилите, автомобилната техника и бизнес.

## Биография
Иван Тенчев е роден на 15 май 1965 г. в София. Дипломира се като машинен инженер в Техническия университет през 1989 г. Завършва организация и управление на процесите в машиностроенето, като в продължение на 3 години учи в транспортния факултет.
Работи като инженер-конструктор на нестандартно оборудване в Завод за електродвигатели в София в продължение на 4 години, като успоредно започва работа и като журналист. Прави автомобилните страници на най-високо тиражния и влиятелен вестник в онези години – 24 часа, както и в авторитетния седмичник 168 часа.
От началото на излъчванията на състезанията от Формула 1 в България през 1992 г. коментира надпреварите по Българската национална телевизия.
От 1 юли 1994 г. започва работа като журналист в най-големия спортен ежедневник в страната – 7 дни спорт, където освен за моторен спорт пише и за автомобили, автомобилна техника.
Прави автомобилните страници и в авторитетния вестник Стандарт в продължение на следващите 5 години, като има и собствено седмично предаване за автомобили, автомобилна техника, бизнес в националното частно Дарик радио.
През 1999 г. създава собствено списание за моторен спорт и автомобили – Club F1 (днес Club S1), което отразява състезанията от Гран при и новостите на автомобилния пазар в България и по света. По късно е развит и сайт – www.clubs1.bg, който е специализиран за моторен спорт и техника.
Иван Тенчев е сред съоснователите през 1997 г. на Прес-авто клуб България. Той обединява журналистите в страната, които пишат и отразяват темите, свързани с автомобилите. Тенчев е председател на журито за избор на „Автомобил на годината“ в България от 1998 г. до 2010 г., когато е избран за председател на клуба.
От 2015 г. е член на управителния съвет, след изтичане на 5-годишния му мандат.
Между 2001 и 2013 г. Тенчев води автомобилната рубрика на популярното и авторитетно седмичното списание за политика и икономика Тема, където материалите са посветени на новите автомобили и автомобилния бизнес като цяло.
В периода 2005 – 2009 г. прави и специалното приложение „Капитал Авто“ за автомобили и автомобилната индустрия на икономическия седмичник Капитал.
Прави автомобилните страници в продължение на над 10 години и на много от списанията в България, като Плейбой, Maxim и Джентълмен.
През 2000 г. заедно с колеги създават телевизионното предаване Живот на скорост, което до 2007 г. е най-гледаната програма за автомобили в най-популярната в онези години телевизия – bTV. Магазинното предаване е както за представяне на нови модели, така и за нови технологии, дизайн, автомобили в киното, бизнеса, производството, логистиката.
В периода 2002 – 2004 г. Тенчев е сред авторите и на специално предаване за автомобили по политическото радио Net.
Успоредно почти без прекъсване в продължение коментира състезанията от Формула 1 в няколко телевизии, които имат правата, отразява на живо над 80 Гран при, прави множество собствени интервюта не само на пистите, но и на автомобилните изложения в Женева, Париж, Франкфурт и Детройт.
През ноември 2019 г. Иван Тенчев получава наградата „Братя Ексерови“, която се връчва за принос в развитието на спортната журналистика.
Продължава да коментира състезанията не само от Формула 1 в ефира на Диема Спорт, но и надпреварите от Формула E но БНТ HD.
Иван Тенчев е женен и има син - Кгхис.